# Blakroc
Albums de The Black Keys
Attack and Release
(2008) Brothers
(2010)
Blakroc est un album de rap rock paru en 2009 qui consiste en une collaboration entre le groupe de blues rock The Black Keys et plusieurs artistes de hip-hop et de R&B. Le projet a été supervisé par Damon Dash, le cofondateur et ancien propriétaire d'une partie de Roc-A-Fella Records. L'album fut bien reçu par les critiques et il fut classé respectivement premier et 7e aux classements Billboard Heatseakers et meilleur album de rap aux États-Unis. L'annonce des participants à l'album crée une certaine émulation, et The Black Keys ira jusqu'à certifier la venue du membre du Wu-Tang Clan Ol' Dirty Bastard, pourtant décédé.

## Enregistrement
Après que Damon Dash a commencé à écouter The Black Keys, qui dit-il est devenu son groupe préféré, il a cherché à rencontrer les musiciens en personne. Damon Dash a alors suggéré qu'ils entrent en studio avec Jim Jones, avec qui il avait conclu un partenariat pour former Splash Records. Lors de l'enregistrement avec le coproducteur Joel Hamilton au Studio G, Mos Def a interrompu la session et s'est joint à eux. L'album a été achevé après onze jours d'enregistrement, et de nouveaux artistes ont été appelés à travailler sur l'album. Afin de libérer Blakroc de toute close, Damon Dash a formé un label indépendant en collaboration avec le groupe. Le premier single de l'album, "Aint Nothing Like You (Hoochie Coo)", est un duo entre le guitariste de The Black Keys, Dan Auerbach, et Mos Def.

## Musiciens
The Black Keys :
- Dan Auerbach : guitare, chant
- Patrick Carney : batterie

Invités :
- Ludacris et Ol' Dirty Bastard (de Wu-Tang Clan) sur Coochie
- Mos Def sur On the Vista et Ain't Nothing Like You (Hoochie Coo)
- NOE sur Hard Times et Done Did It
- Pharoahe Monch sur Dollaz & Sense
- RZA sur Tellin' Me Things et Dollaz & Sense
- Nicole Wray sur Why Can't I Forget Him, Hope You're Happy et Done Did It
- Raekwon sur Stay Off the Fuckin'
- Jim Jones sur Ain't Nothing Like You (Hoochie Coo) et What You Do to Me
- Billy Danze de M.O.P. sur Hope You're Happy et What You Do to Me
- Q-Tip de A Tribe Called Quest sur Hope You're Happy

## Liste des titres
1. Coochie - 4:08
2. On the Vista -  2:39
3. Hard Times - 2:38
4. Dollaz & Sense - 3:47
5. Why Can't I Forget Him - 4:16
6. Stay Off the Fuckin' Flowers - 2:31
7. Ain't Nothing Like You (Hoochie Coo) - 3:23
8. Hope You're Happy - 2:11
9. Tellin' Me Things - 2:39
10. What You Do to Me - 5:14
11. Done Did it - 3:29